# Ravensburger
Ravensburger AG er en tysk spil- og legetøjvirksomhed, forlag og markedsleder inden for det europæiske puslespilsmarked. Selskabet blev grundlagt af Otto Robert Maier i Ravensburg, en by i Oberschwaben i det sydlige Tyskland. Han begyndte at udgive i 1993 med sin første forfatter kontrakt. Han begyndte at udgive instruktionsmanualer til håndværkere og arkitekter, hvilket snart blev en stor indtægtskilde. Hans første brætspil blev udgivet i 1884 med titlen Journey Around the World.
Adskillige af selskabets spil har enten været nomineret til eller vundet Spiel des Jahres og Spiel der Spiele.
I september 2010 slog Ravensburger verdensrekorden for det største samlede puslespil med et design af den afdøde popsanger Keith Haring med titlen "Keith Haring: Double Retrospect". Puslespillet bestod af 32.256 brikker, og målte 5,18 m x 1,82 m og der blev brugt en sækkevogn til at transportere det. Ravensburger har siden udgivet flere puslespil, der er endnu større, hvor det hidtil største har været "Memorable Disney Moments" og "Making Mickey Magic" med hver 40.320 brikker. Verdensrekorden er dog siden blev slået med et puslespil med 51.300 brikker udgivet af Kodak.
I 2015 købte selskabet den svenske legetøjsproducent BRIO. I 2017 købte de det amerikanske spilfirma Wonder Forge.

## Notable spil
Spil der sælges under "Ravensburger"-navnet:
- Das Buch von LuLu
- Dingbats
- Disney Lorcana
- Emoji
- Enchanted Forest
- Havannah
- Horrified
- Java
- Journey through Europe
- Know Interactive Board Game
- Labyrinth
- Lotus
- Make 'n' Break
- Malefiz
- Mexica
- The Name of the Rose (2008)[6]
- Nobody is Perfect
- Quest
- Reversi
- Rivers, Roads & Rails
- Scotland Yard
- Tactil
- Take It Easy
- Tikal
- Top Secret Spies
- Villainous
- What Do You Hear?

Spil der sælges under "Alea"-navnet:
- Broom Service
- Castles of Burgundy
- Chinatown
- Las Vegas
- Princes of Florence
- Puerto Rico
- Ra
- San Juan

Spil der sælges underF.X. Schmid-navnet:
- Auf Achse
- Torres
- Black Forest Cego playing cards

Spil der sælges under "Ravensburger Digital"-navnet:
- Concentration in various editions